# Santo Onofre
Santo Onofre ist eine Gemeinde (Freguesia) im portugiesischen Kreis Caldas da Rainha. In ihr leben 11.228 Einwohner (Stand 30. Juni 2011).